# 가음초등학교 순호분교
가음초등학교 순호분교는 경상북도 의성군 가음면에 있었던 초등학교 분교이다.

## 연혁
- 1949년 8월 25일 가음국민학교 순호분교 설립 인가
- 1949년 9월 1일 순호분교장 개교
- 1951년 9월 1일 순호국민학교 승격 분리
- 1986년 3월 1일 가음국민학교 분교장 격하 편입
- 1996년 3월 1일 가음초등학교 순호분교 개편
- 1996년 3월 1일 폐교 및 가음초등학교 통폐합